# Вилис (Канзас)
Вилис (енгл. Willis) град је у америчкој савезној држави Канзас.

## Демографија
По попису из 2010. године број становника је 38, што је 31 (-44,9%) становника мање него 2000. године.
| Група             | 2000.      | 2010.      |
| Белци             | 53 (76,8%) | 35 (92,1%) |
| Афроамериканци    | 4 (5,8%)   | 0 (0,0%)   |
| Азијати           | 0 (0,0%)   | 0 (0,0%)   |
| Хиспаноамериканци | 6 (8,7%)   | 0 (0,0%)   |
| Укупно            | 69         | 38         |